# Strobe (magazine)
Pour les articles homonymes, voir Strobe.
 (avril 2025).
Strobe (en forme longue : Strobe: technohouse-magazine voor Nederland) est un magazine néerlandais édité entre 1995 et 1999. 

## Histoire
Le titre est la propriété de Media Minded. Durant son existence, son contenu porte principalement sur les styles house, hard house et gabber.
Le premier numéro paraît en juin 1995, et environ dix numéros sont publiés chaque année. Son slogan est « One scene, one magazine ».